# انجلا چالمرز
انجلا چالمرز (انگلیسی: Angela Chalmers؛ زادهٔ ۶ سپتامبر ۱۹۶۳) ورزشکار دو و میدانی اهل کانادا است.